# 英國鐵路37型柴油機車
British Rail Class 37是一种柴油电力机车。也被称为英国电动 3 型，该类是作为英国铁路现代化计划的一部分订购的。它们分为两个系列，D6600-D6608 和 D6700-D6999。 
37 型在英國鐵路的網路中很常見，特别是成为东英吉利和苏格兰境内城际服务的主要动力。多年来，它们在次要和跨区域服务方面也表现良好。37型由于机车的柴油机的声音與拖拉机相似，被一些铁路爱好者昵称為拖拉機。